# کارن موراس
کارن موراس (آلمانی: Karen Moras؛ زادهٔ ۶ ژانویهٔ ۱۹۵۴) شناگر اهل استرالیا بود.
وی در مسابقات کشوری و بین‌المللی در مجموع برندهٔ ۳ مدال طلا، ۱ مدال برنز شده‌است.